# Mesosa bialbomaculata
Mesosa bialbomaculata là một loài bọ cánh cứng trong họ Cerambycidae.